# Herenhuis De Brouckère

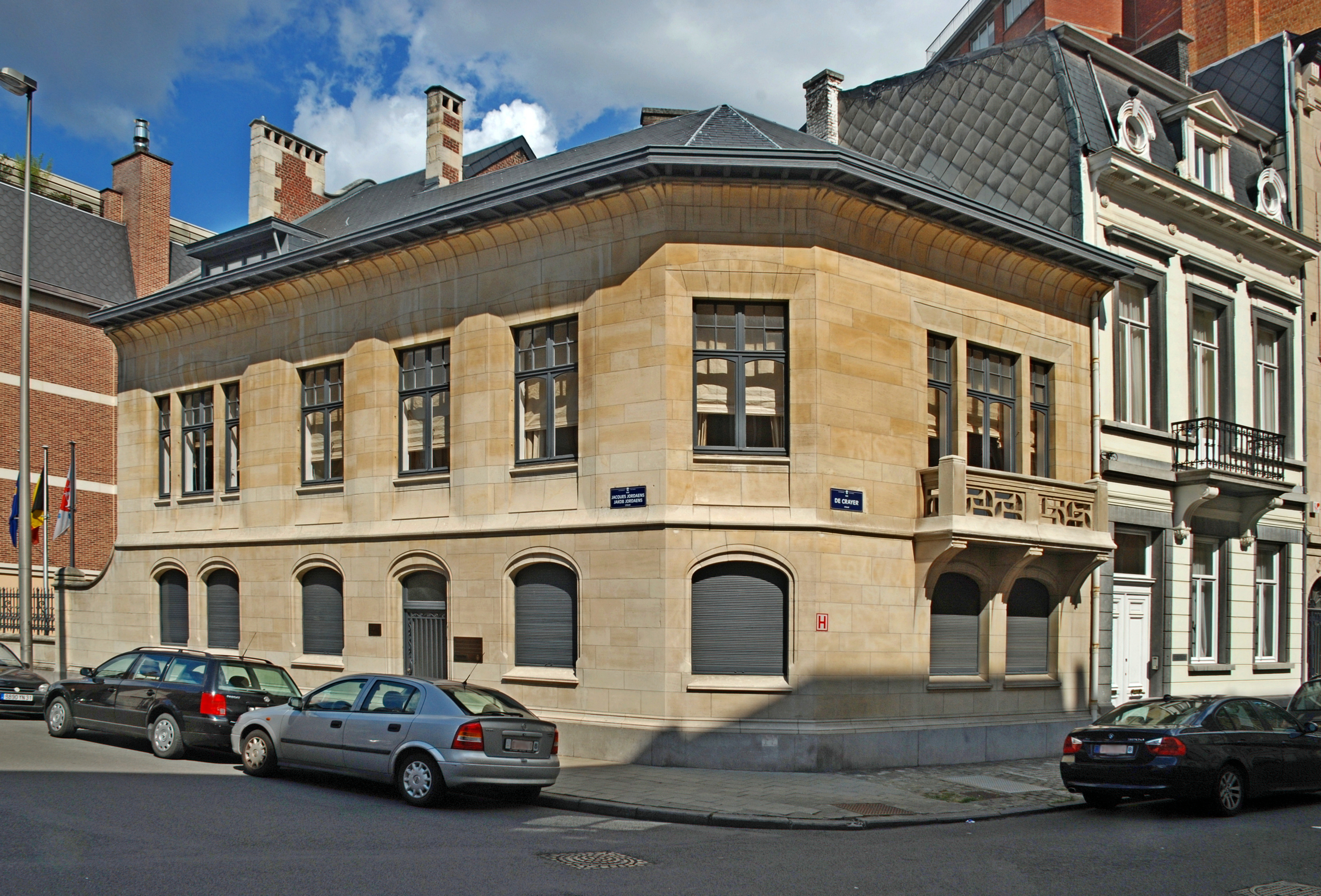
Herenhuis De Brouckère, Brussel.

Het Herenhuis De Brouckère is een Jugendstilgebouw gelegen aan de Jacob Jordaensstraat 34 te Brussel. Het gebouw is het werk van bouwmeesters Octave Van Rysselberghe en Henry Van de Velde.

## Geschiedenis
Het Herenhuis De Brouckère werd gebouwd in 1898 voor Florence de Brouckère. Het was bestemd voor haar en voor haar zoon Léon, aan wie ze een bijzondere opvoeding wilde geven, in wat ze l'école des petites études noemde, met uitzonderlijke privéleraars zoals de anarchist en geograaf Élisée Reclus, de realistische schilder Alfred Bastien, de dichteres Marie Closset en de latere politicus Camille Huysmans.
Zij was geboren Flore Eugénie (Florence) Tant, weduwe vanaf 1887 van Gustave Adolphe Eugène Sylvain de Brouckère, textielfabrikant ("spinmeester" genoemd), geboren in 1829 en gestorven in 1887, getrouwd in een eerste huwelijk in 1865 met Léonie Sylvie Tant (1839-1874) en in een tweede huwelijk met haar. Gustave de Brouckère was vader uit zijn eerste huwelijk van de socialistische politicus Louis de Brouckère. Uit het tweede huwelijk sproten een zoon en een dochter.
Flore de Brouckère was ook de hartsvriendin van de anarchist-hoogleraar Élisée Reclus naar het einde van diens leven. In feite was hij de ware promotor en inspirator van dit huis en introduceerde hij zijn vriendin bij Henry Van de Velde en in de culturele wereld van Brussel. Toen Ermance Trigant-Beaumont zich van Reclus had verwijderd, korte tijd voor zijn dood, had Florence de Brouckère haar plaats ingenomen. Het was in haar armen dat Reclus de geest gaf en dit in haar buitenverblijf in Torhout.
Het gebouw werd in 1997 als monument beschermd. Het is in gebruik als Brusselse zetel van de Duitstalige gemeenschap in België, de Vertegenwoordiging van de Duitstalige Gemeenschap van België in Brussel.

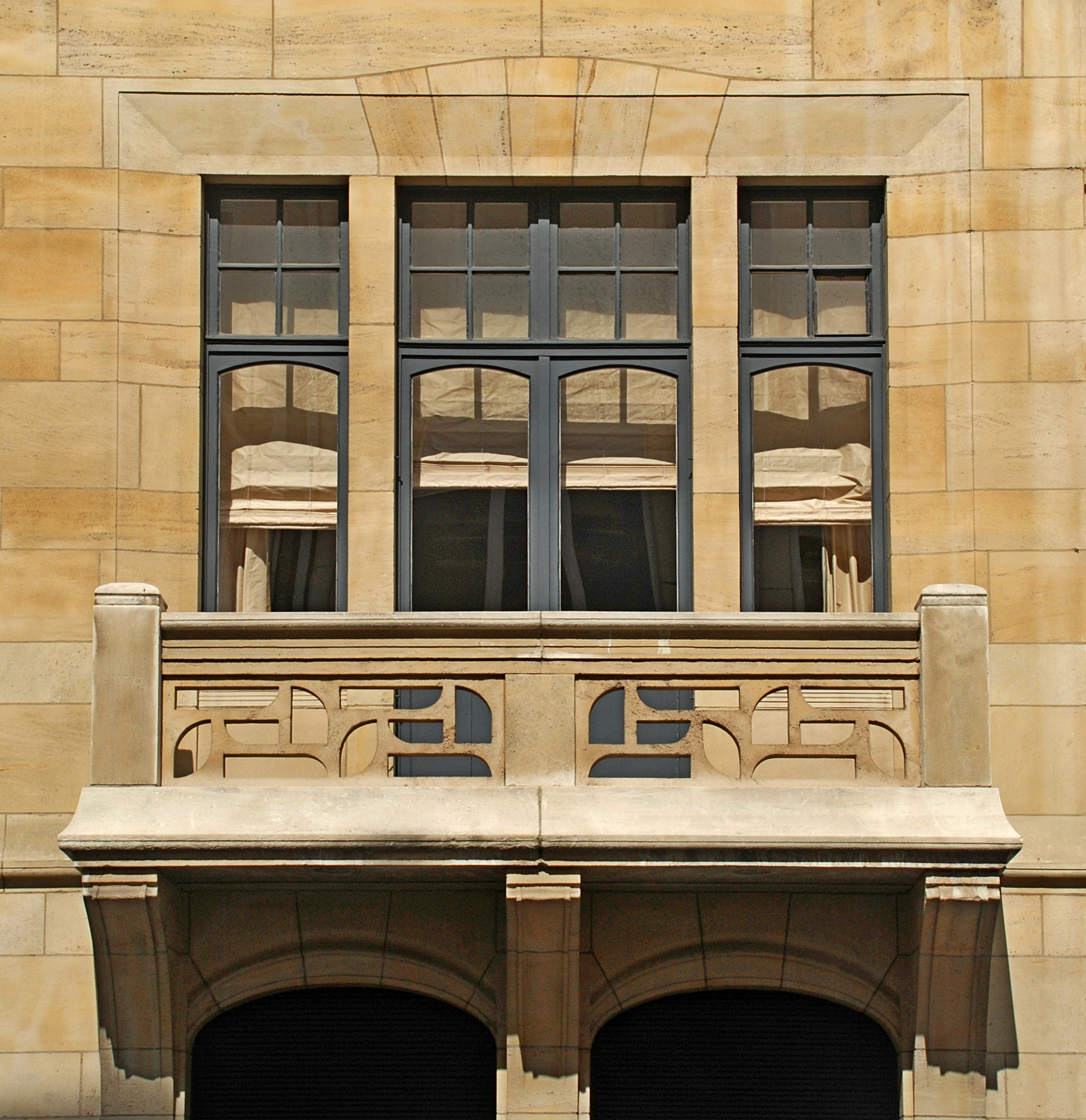
Het balkon met stenen borstwering

## Beschrijving
Het huis is gebouwd in goudkleurige natuursteen, met het onderste gedeelte in blauwsteen. De langste gevel bevindt zich in de Jordaensstraat, met een korte gevel in de Gaspard de Crayerstraat.
Het is heel wat soberder dan het Hotel Otlet, met alleen maar een balkon met stenen borstwering dat langs de kant de Crayerstraat enig reliëf aanbrengt.
De vensteropeningen op de gelijkvloerse verdieping zijn langs boven afgewerkt met elegante gedrukte bogen, terwijl op de eerste verdieping, die is afgewerkt met een opvallende cordonlijst, diepliggende vierkante vensters voorkomen, met daarboven vijf sluitstenen. De vensters op de uithoeken van het gebouw zijn drielichten of 'triplets'.
De gevels eindigen met een kroonlijst die wordt ondersteund door een fries in natuursteen op subtiele consoles, eveneens in natuursteen.
De gevel wordt verlengd door een koer die zich bevindt naast een zijgevel die zich aan de hoofdgevel aanhaakt via een elegante kromming. De zijgevel is in rode baksteen en levert aldus een mooi contrast op met de natuursteen.

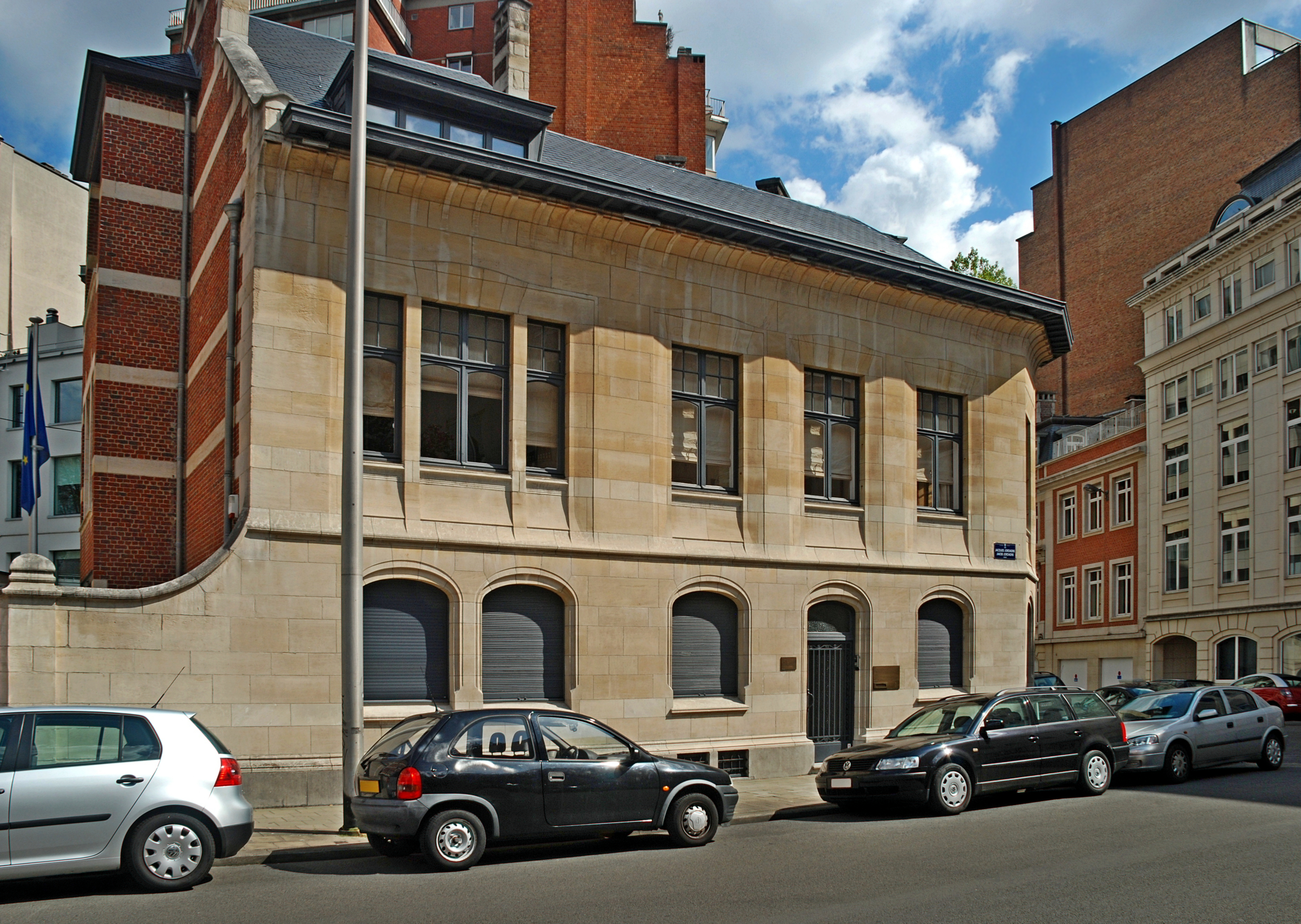
De gevel aan de Jordaensstraat
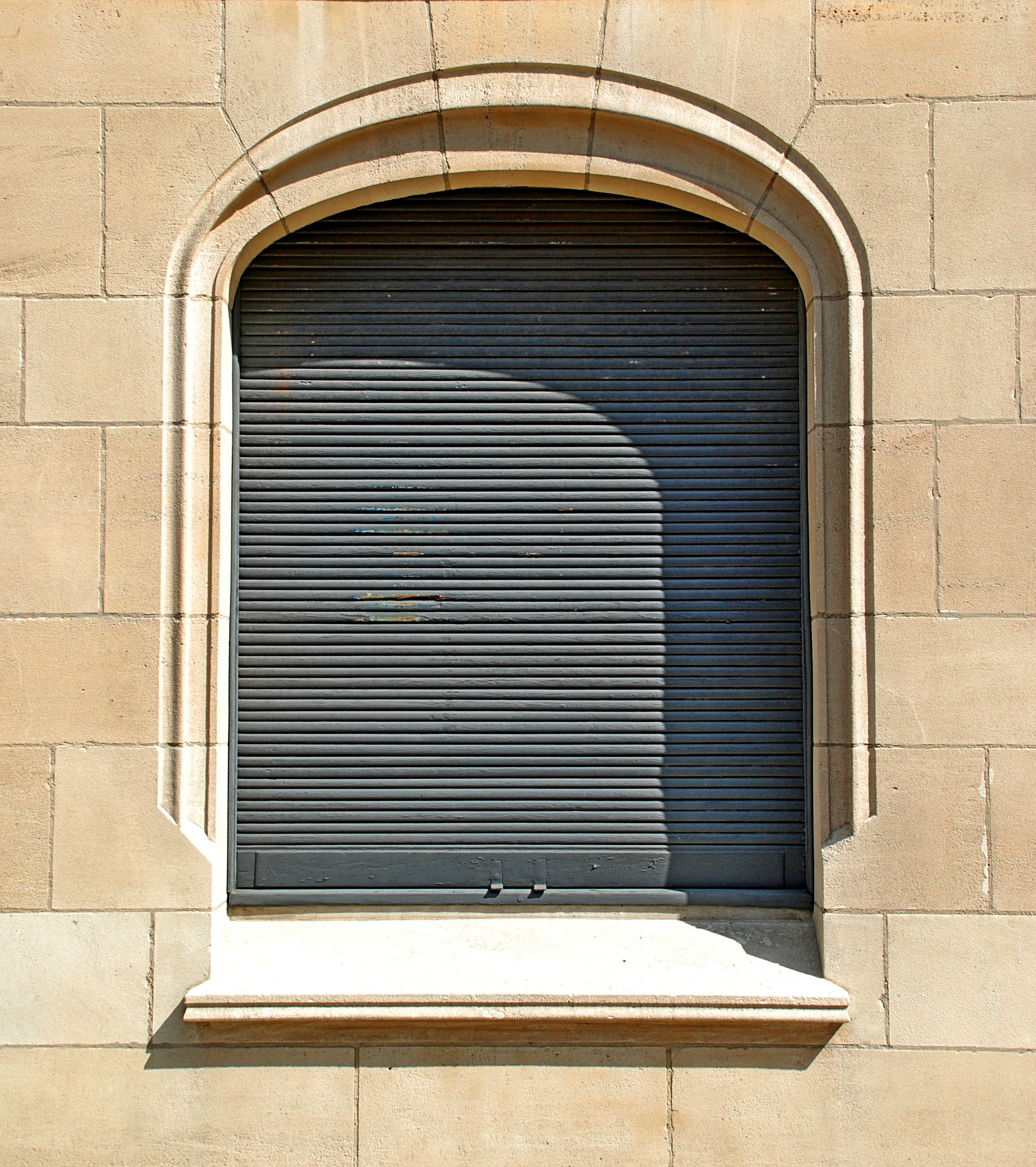
Een venster
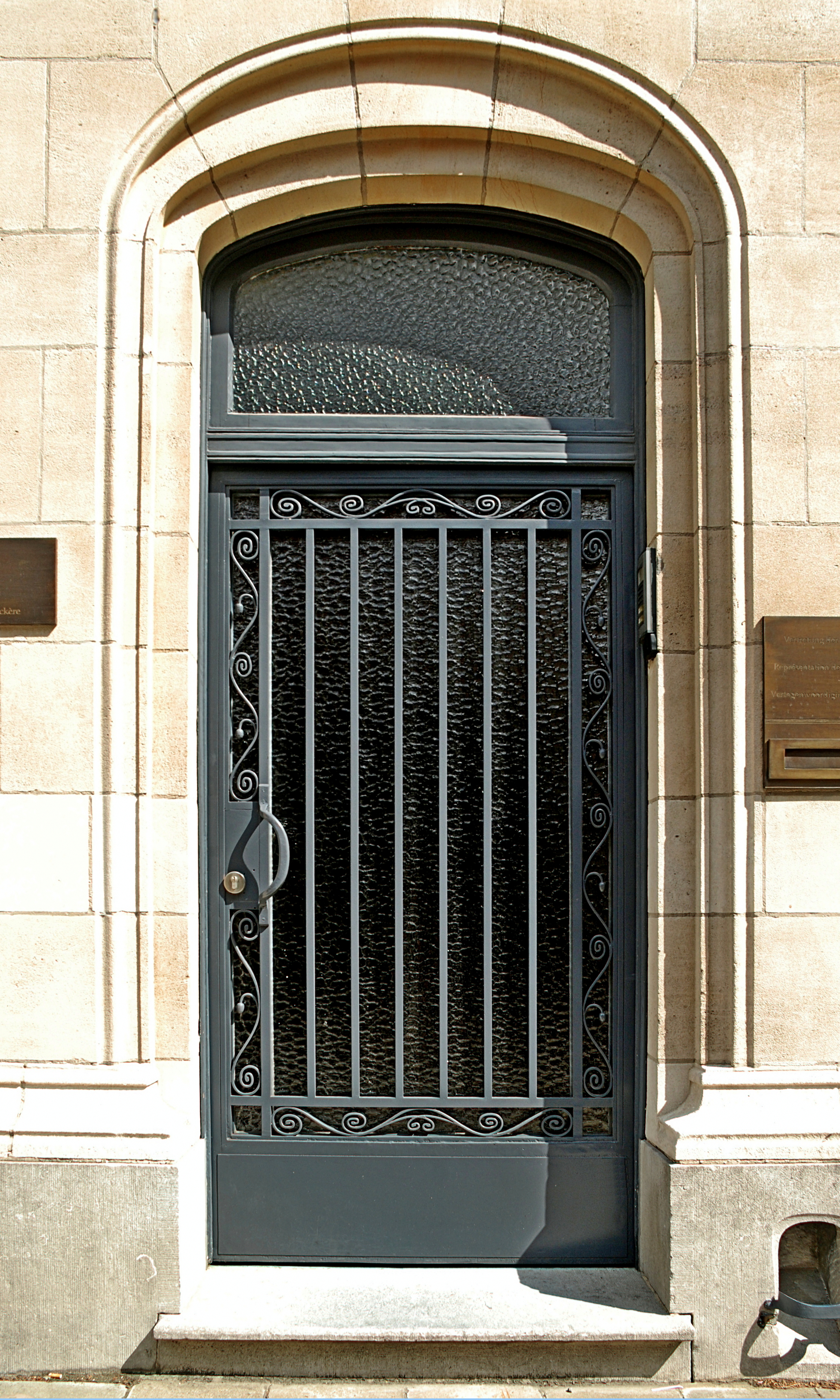
De deur